# Шнирельман, Виктор Александрович
Ви́ктор Алекса́ндрович Шнирельма́н (род. 18 мая 1949 года, Москва) — советский и российский археолог, этнолог, историк и антрополог, автор ряда изданий этно-политологической тематики. Доктор исторических наук, главный научный сотрудник Института этнологии и антропологии имени Н. Н. Миклухо-Маклая РАН.
Специалист по истории постсоветского национализма, неоязычества и антисемитизма.

## Биография
Окончил исторический факультет МГУ имени М. В. Ломоносова в 1971 году (по кафедре археологии).
В 1972—1975 годах — старший научно-технический сотрудник Хорезмской экспедиции Института этнографии АН СССР (ныне Институт этнологии и антропологии имени Н. Н. Миклухо-Маклая РАН). С 1975 года работает в отделе первобытной истории того же института.
В 1976 году в Институте этнографии имени Н. Н. Миклухо-Маклая АН СССР защитил диссертацию на соискание учёной степени кандидата исторических наук по теме «Происхождение скотоводства» (специальность 07.00.07 — этнография, этнология и антропология). В 1989 году там же защитил диссертацию на соискание учёной степени доктора исторических наук по теме «Возникновение производящего хозяйства: (Проблемы первичных и вторичных очагов)» (специальность 07.00.07 — этнография, этнология и антропология).
С 1990-х годов также преподаёт в ряде учебных заведений Москвы, включая Российский государственный гуманитарный университет, где в 1997—1999 годах был профессором. В период с 1993 по 1996 год участвовал в работе различных международных научных центров. Член Европейской Академии (1998). В 2013 году вошёл в состав Экспертного совета ВАК РФ по истории.
На 2013 год, наряду с Валерием Тишковым, наиболее цитируемый исследователь по тематике «межэтнические отношения» по индексу РИНЦ.
Опубликовал более 450 работ, в том числе более 30 монографий по археологии (в том числе по лингвоархеологии), истории первобытного общества, социокультурной антропологии, современной этнополитике. В последнее время специализируется в изучении «истории образов истории» этнонационалистических идеологий в России и СНГ, этничности и социальной памяти, идеологии национализма и межэтнических конфликтов.
Лауреат премии Егора Гайдара за 2012 год в номинации: «За выдающийся вклад в области истории».

## Некоторые научные работы и их оценки
«Происхождение скотоводства» (1980)
Рецензенты отмечают, что несмотря на некоторые спорные предположения, книга «является лучшей и наиболее полной сводкой разнообразных тщательно проанализированных и научно осмысленных данных о возникновении и ранней истории скотоводства», и «автору удалось нарисовать яркую, всестороннюю и на сегодняшний день самую полную картину происхождения скотоводства. Книга В. А. Шнирельмана — один из наиболее фундаментальных трудов в мировой литературе на эту тему».
«Возникновение производящего хозяйства» (1989)
Антрополог Эрнест Геллнер оценивает аргументацию Шнирельмана в этой работе как очень богатую и убедительную, основанную на исследовании множества регионов возникновения производящего хозяйства. Автора Геллнер характеризует, как одного из наиболее интересных советских учёных. В рецензии на книгу Юрий Семёнов отмечает, что это фундаментальная работа, представляющая большую научную ценность, и что рецензент не знает другого труда, равного ей по богатству материала, широте охвата и глубине исследования.
«Война и мир в ранней истории человечества» (коллективная монография; В. А. Шнирельман — автор первого тома; 1994)
Олег Зотов и Александр Колесников характеризуют монографию как обоснованную работу с широким охватом проблем, содержащую глубокий анализ социальных конфликтов с применением насилия на ранних стадиях этногенеза во многих регионах мира.
«Who Gets the Past?» (1996)
В книге анализируются историографические исследования татарских и чувашских историков, а также различные аспекты этногенеза этих этносов, в том числе попытки этнической интерпретации археологических артефактов. Работа является одной из первых в мире, где анализируются примордиалистские попытки проследить этногенез до археологических культур, и демонстрируется политизация археологии. На примере конфликтующих версий истории татар и чувашей, конкурирующих за культурное наследие Волжской Булгарии, Шнирельман показывает, что проблема этногенеза играет важную роль в националистической идеологии и что этноцентрические версии истории создают не равноправие, но иерархию, так как озабоченность происхождением подразумевает понятие «старшего брата». В работе приводятся новые примеры татарских и чувашских этноцентрических мифов. Также в книге анализируются этноцентрические мифы постсоветских государств и влияние на них советской идеологии. Божена Вебарт отмечает, что это одна из немногих книг, освещающих российские исторические и археологические исследования 1990-х годов и противодействующих национализму и этноцентризму. Андреас Реннер видит недостаток работы в концентрации автора на узком аспекте этнонационализма в бывшем СССР, что ослабляет, хотя не опровергает его основной аргумент, что форма и содержание этнополитической идеологии диктуется политическими целями. А. Хазанов характеризует работу, как хороший пример конкурирующих версий этнических историй, в котором Шнирельман демонстрирует замечательную эрудицию и большое количество этноисторического материала. Выводы Шнирельмана Хазанов оценивает, как убедительные.
«Неоязычество на просторах Евразии» (2001) и «Русское родноверие» (2012)
Шнирельман выступил редактором сборника «Неоязычество на просторах Евразии» и автором статьи «Назад к язычеству? Триумфальное шествие неоязычества по просторам Евразии».
Книга «Русское родноверие» даёт общее представление об истории современного русского неоязыческого движения и анализирует вопрос о толерантности / нетолерантности его приверженцев.
Владимир Напольских отмечает, что сам сборник «Неоязычество на просторах Евразии» представляет собой первый в российской науке опыт анализа неоязычества на постсоветском пространстве, и что книга «безусловно удалась». Критикуя часть статьи Шнирельмана, посвящённую неоязычеству у финно-угорских народов Поволжья и Предуралья, Напольских считает подход Шнирельмана к народным религиям несущим в себе следы советской этнографии, для которой характерно разделение дохристианских верований и христианских наслоений, в результате которых происходит становление новых «синкретичных» форм. На самом же деле ситуация намного динамичнее и сложнее — содержание «высокой религии» (христианства, ислама) из поколения в поколение как бы «переводится» на язык национальной традиции. Согласно Напольских, в статье имеется ошибка, видимо основанная на дезинформации Шнирельмана работой одного из удмуртских учёных, о якобы различном отношении местных учёных Марий Эл, Чувашии и Удмуртии к неоязычеству, на самом же деле картина у всех аналогичная.
Историк и религиовед А. С. Агаджанян считает книгу «Русское родноверие» самой полной из когда-либо опубликованных книг по родноверию, содержащей тонкие и выверенные наблюдения. Рецензент находит некоторое преувеличение в тезисе о поддержке язычества в самых высших эшелонах власти СССР, но в целом картину выявления советских корней язычества считает точной. Внешне одностороннюю концентрацию Шнирельмана на этноцентристской составляющей родноверия (игнорирующего верования, ритуалы и общинную жизнь), чреватой расизмом и антисемитизмом, Агаджанян считает допустимой позицией автора, ясно очерчивающего рамки своего научного интереса.
Согласно религиоведу и философу А. А. Бескову, концепция Шнирельмана в книге «Русское родноверие» по поводу поддержки языческих движений в высших эшелонах советской власти «выглядит весьма остроумной», но если «отнестись к ней серьёзно, то придётся отметить её полную несостоятельность». Шнирельман, по мнению Бескова, связывает безрелигиозные праздники советской эпохи с возрождением язычества, что является несовместимым, не приводя при этом примеров таких обрядов во время каких-либо советских праздников. Также Бесков критикует трактовку Шнирельманом ряда моментов в книгах Романа Федичева и Петра Проскурина. В других работах Бесков характеризует Шнирельмана как одного из наиболее известных исследователей русского неоязычества, и рекомендует работы Шнирельмана по неоязычеству, в том числе и «Русское родноверие», как лучший источник по связям русского неоязычества с проблемами национализма.
По мнению этнолога и антрополога О. И. Кавыкина, в книгах и статьях по неоязычеству 1990-х годов Шнирельман в основном исследует этнологические, а не культурологические (в том числе религиоведческие) аспекты явления, рассматривает его в основном как попытку создания общенациональной идеологии, где «немалую роль играют антисемитские построения, особенно „арийский миф“». Такую трактовку Кавыкин считает оправданной. Важным достижением работы он считает определение городской интеллигенции социокультурной средой бытования неоязычества. Генерализирующий подход, принятый и в последующих работах Шнирельмана, когда автор объявляет всех лиц, восстанавливающих дохристианское наследие родной культуры, националистами (который, как полагает Кавыкин, может быть назван односторонним), продолжен и в последующих работах Шнирельмана и сводится к выделению оппозиции «Мы» — «Враги». Рецензент, однако, отмечает, что Шнирельман делает в работе два важных уточнения: признание религиозной составляющей неоязычества и наличие в деятельности неоязычников зачатков гражданского общества.
Владимир Рыжков считает, что работа «Русское родноверие» глубоко и профессионально рассматривает русское неоязыческое движение России.
«The Myth of the Khazars and Intellectual Antisemitism in Russia» (2002)
Как отмечает в рецензии на книгу Джон Клир, в эпоху теорий заговора обширное и хорошо документированное исследование Шнирельмана представляет собой полезный справочник по хазарскому мифу.
«Войны памяти: мифы, идентичность и политика в Закавказье» (2003)
В работе «Войны памяти» подробно рассматривается, как этнические группы в Закавказье прилагают значительные усилия, чтобы переосмыслить и переписать собственную историю для доказательств своей автохтонности и создания этногенетического мифа. Шнирельман исследует мифы различных групп: армян, азербайджанцев, грузин, осетин и абхазов, и демонстрирует, как эти мифы часто сталкиваются друг с другом, конкурируют за описание одних и тех же событий и укрепляют претензии этих групп на соответствующие территории. Подобные столкновения приводят к переписыванию истории все дальше и дальше в прошлое.
Согласно аспиранту Владимиру Рувинскому и профессору Масацуи Мацуо, «Войны памяти» показывают, как сталкиваются этнополитические мифы, и как эти мифы отражают политические императивы этнических групп. При этом рецензентами не ставилась целью оценка беспристрастности или точности автора при описании процессов создания этих мифов. Книгу можно критиковать за то, что она не формулирует теорию, объясняющую возникновение этнополитических мифов, однако она является «драгоценной сокровищницей» («treasure house of precious raw materials») исходного материала для исследователей по этническим вопросам. Специалист по кавказским языкам Дж. Хьюитт находит книгу «The Value of the Past: Myths, Identity and Politics in Transcaucasia» (в русском переиздании «Войны памяти») убедительной и информативной, но в то же время и тревожной, демонстрирующей, что история может быть опасным занятием. В центре внимания работы Шнирельмана находятся три войны: между Азербайджаном и Арменией по поводу Нагорного Карабаха, между грузинами и осетинами за Южную Осетию, а также между грузинами и абхазами за Абхазию, и интерпретация истории национальными историографиями для претензий на соответствующую территорию. С точки зрения Хьюитта, армянские и абхазские аргументы выглядят более убедительно, южно-осетинский вопрос менее ясен. Однако лингвистический момент должен быть добавлен к существующему взгляду Шнирельмана на историю. Согласно Хьюитту, осетинский язык, являясь индоевропейским, восходит к скифскому и аланскому — его предполагаемым предкам.
«Быть аланами. Интеллектуалы и политика на Северном Кавказе в XX веке» (2006)
В этой работе Шнирельман показал связь между описанием истории и становлением национальной государственности и нации, а также рассмотрел вопрос, почему из возможных интерпретаций прошлого делается выбор в пользу определённой версии, связанной с ролью государства в формировании «политики прошлого».
Директор Института этнологии и антропологии РАН Валерий Тишков характеризует работу Шнирельмана выполненной с «особой тщательностью» и заслуживающей признания.
Кандидат исторических наук, обозреватель «Времени новостей» И. Д. Сухов в рецензии на «Быть аланами» полагает, что монография Шнирельмана — первая академическая попытка разобраться в кавказских этнических мифах, в частности с «аланским мифом» (попыткой ряда народов Северного Кавказа, осетин, ингушей, балкарцев, карачаевцев, представить древних аланов своими этническими предками), в которой автор осмыслил и проанализировал огромный объём литературы, созданной кавказскими авторами в XX веке.
Критика Шнирельманом ряда исторических концепций, принятых в Закавказье, подверглась критике представителями этих направлений.
Осетинские историки утверждают, что Шнирельман односторонне встал на сторону ингушей в их конфликте с осетинами, и что такие исследования «расшатывают фундамент Российской Федерации на Северном Кавказе». Критика Шнирельманом попыток искусственного удревнения истории, в частности, за счёт приписывания древних аланов к современным осетинам, расценивается некоторыми осетинскими историками как противоречащая точке зрения российских и зарубежных учёных.
Грузинский историк Роланд Топчишвили, напротив, считает что Шнирельман корректно описал «осетинские мифы» и их «фальсифицированную историю», но «цинично фальсифицировал» грузинскую историю, способствуя развалу Грузии.
Как реакция на монографию Шнирельмана «Быть аланами», представителями осетинской диаспоры было направлено письменное обращение на имя директора Института этнологии и антропологии РАН им. Н. Н. Миклухо-Маклая Валерия Тишкова. По мнению авторов письма, Шнирельман, как сотрудник центра по изучению конфликтов, занимается скорее их разжиганием, чем тушением. Официального ответа на это письмо не последовало.
Полемика вокруг книги Шнирельмана «Быть аланами», возникшая между учёными Северной Осетии и Ингушетии, привела к вынесению предупреждений Росохранкультурой газетам «Пульс Осетии» (Северная Осетия) и «Ангушт» (Ингушетия), в которых были опубликованы рецензии на книгу Шнирельмана «Быть аланами» (в том числе и цикл статей Валерия Дзидзоева), за создание негативного этнического стереотипа. Дзидзоев не согласился с предупреждением, заявив, что его критика была обращена только к правонарушителям, а не к ингушам в целом. Валерий Тишков расценивает реакцию ряда северокавказских историков как «грубую ругань» людей, уверенных, что только местные историки могут знать, а тем более критиковать, свою историографию. Виктор Шнирельман подтверждает, что был обвинён критиками в «разжигании вражды», но отмечает, что, по его мнению, взаимные нападки усилились вследствие выборочного цитирования глав его монографии.
«Чистильщики московских улиц: скинхеды, СМИ и общественное мнение» (2007)
Польский политолог и социолог Лукаш Юрчишин отмечает, что книга Шнирельмана «„Чистильщики московских улиц“: скинхеды, СМИ и общественное мнение» представляет собой информативную работу о движении скинхедов в России, где приведено большое количество статистических и структурных данных. Исторические и антропологические знания автора помогают прояснить происхождение ультра-национализма. К признаваемым самим автором недостаткам работы Юрчишин относит использование в работе значительного количества не собственного, а эмпирического материала других исследователей, однако это не мешает понять проанализированный Шнирельманом феномен.
«Порог толерантности: Идеология и практика нового расизма» (2011)
В рецензии на двухтомник Шнирельмана «Порог толерантности: идеология и практика нового расизма» историк Павел Дятленко отмечает значительную историографическую и методологическую работу, тщательный анализ автором подходов и трактовок расизма, анализ важного для российского академического сообщества «цивилизационного подхода», и приоритет Шнирельмана в исследовании российского расизма. Недостатками работы рецензент видит использование удобных примеров для обоснования своей позиции в ущерб более широкому контексту осмысления расизма в РФ, отсутствие сравнения расизма в России с таковым в ближнем и дальнем зарубежье, а также однобокую и тем самым провоцирующую подборку иллюстраций в работе, свидетельствующих только о «белом расизме», больше свойственную публицистике, нежели научной литературе. С. В. Соколовский в рецензии на книгу пишет, что работа содержит множество тщательно подобранных иллюстраций, в основном авторских. По его мнению, это фундаментальное исследование и критическая энциклопедия идеологии и практики нового расизма. Е. Деминцева полагает, что, несмотря на отсутствие в монографии принципиально новых теорий, двухтомник является «первым российским изданием, в котором описаны и проанализированы наиболее важные концептуальные подходы к пониманию расизма, сформулированные в мире на протяжении последнего столетия».
«Арийский миф в современном мире» (2015)
По словам самого автора, работа посвящена проблемам «конструирования арийской идентичности» и «бытованию арийского мифа как во временном, так и в политико-географическом измерении». Понятие «арийского мифа», согласно Шнирельману, включает следующие компоненты: «псевдоисторический нарратив», «основа новых идентичностей», «праворадикальная идеология», «основа для ксенофобии и расизма», «важный атрибут новых религиозных (неоязыческих и эзотерических) обрядов и культов», «мифопоэтический сюжет, вдохновляющий ряд литераторов, поэтов, художников и музыкантов». Три первые главы монографии содержат обзор истории арийского мифа и в значительной мере опираются на исследования западных учёных. По мнению автора, большую роль в становлении современного славянского неоязычества, ориентированного на «арийский миф», сыграли русские и украинские националистические круги эмигрантов второй половины XX века. Изучаемые идеи, мотивы и практики, в которых сложно сочетаются расизм, антисемитизм и национализм, этногенетическая мегаломания, оккультизм и практики New Age, конспирология и криптоисторическая герменевтика, политический радикализм и ксенофобия, эсхатология и мессианизм, объясняются Шнирельманом как социально-психологическая компенсация коллективных и индивидуальных травм, которые были обусловлены падением советской идеологии и распадом Советского Союза. В «Заключении», в частности, отмечается, что в течение своей истории арийский миф из «невинной научной гипотезы» трансформировался в «основу насыщенного политического дискурса». Шнирельман пишет о «высокой социальной роли науки»; «ученые отнюдь не живут в „башне из слоновой кости“, а являются заинтересованными участниками политического процесса, что нередко оказывает существенное влияние на саму их научную деятельность». Согласно исследователю, «территориальный вопрос» в целом играет важную роль в рамках политико-идеологических репрезентаций «арийского мифа». Поиски «примордиальной прародины» имеют тесную связь с образами «престижных предков» и «аутентичной культуры». Шнирельман пишет, что современные репрезентации «арийского мифа» имеют связь не только с конструированием культурной и цивилизационной идентичности, но также с религиозными поисками и не всегда имеющими этническую или расовую направленность. Цели борьбы, обусловленной «арийской идентичностью», могут быть связаны с расизмом, но также могут включать территориальный и политический суверенитет, защит от дискриминации и ксенофобии, монополию на духовные ценности. В частности, арийский миф способствует созданию образа врага и в этом качестве служит целям социальной мобилизации, которая основана на ксенофобских установках и стереотипах.
По мнению филолога и фольклориста А. А. Панченко, работа Шнирельмана обладает большой фактографической ценностью, в особенности в части о формах современной массовой, включая религиозную, культуры и политических представлений, которые используют «арийскую» топику. Книга представляет ценность для изучения идеологии и литературы в позднем СССР, истории постсоветских религиозных и националистических движений, анализа нарративов и герменевтических практик, имеющих связи с конспирологией, «альтернативной историей» и криптолингвистикой как в современном российском, так и глобальном контекстах.
Кроме того, согласно Панченко, в книге не хватает «систематического анализа социальных, идеологических, экономических и прочих факторов, определяющих столь высокую адаптивность „арийского мифа“ в разнообразных культурных и политических контекстах». Автор предлагает критику паранаучных идей. Панченко возражает также против использования термина «миф» в контексте исследований современной культуры.
«Колено Даново: эсхатология и антисемитизм в современной России» (2017)
По мнению историка С. А. Штыркова, книга Шнирельмана является значительным вкладом в изучение современной российской политической эсхатологии и «создана опытным профессионалом». По словам историка и религиоведа А. С. Агаджаняна, работа характеризуется «фундаментальностью замысла и редкой точностью, дотошностью его исполнения».
Работа содержит обзор взглядов на природу антихриста от раннехристианского богословия до современности. Основное исследовательское поле составляет соотношение антисемитизма, реже — филосемитизма и эсхатологии в русской православной традиции, преимущественно в постсоветской России. Шнирельман рассматривает свою работу как третью, завершающую часть трилогии, посвящённой современному интеллектуальному антисемитизму, куда входят также книги о двух мифах — хазарском (2012) и арийском (2015). В «Колене Дановым» исследуются преимущественно дискурсивная деятельность интеллектуальной православной элиты и, в большой степени, контрэлиты. Но в главе 8 «„Последние времена“ и мобилизация масс», автор рассматривает также «настроения и протестную деятельность „церковного люда“ и более широких масс верующих, изучавшиеся специалистами и журналистами в ходе личных наблюдений, а также путем социологических опросов». Основной материал книги (главы 3-8) изложен «детально и скрупулёзно». Подробно описан процесс формирования в последние советские годы идеологии нового православного монархизма.
В число изучаемых Шнирельманом авторов входит ряд традиционалистов-консерваторов, а также фундаменталистов и радикалов. Шнирельман отмечает, что руководство Церкви стремится к преодолению националистических настроений в своей среде. Согласно Штыркову, одним из наиболее важных наблюдений автора книги является указание на два принципиально важных аспекта ее функционирования постсоветской политической эсхатологии: заимствование из эмигрантской религиозной историософии интерпретационных схем, которые стали применяться для толкования событий смены режима в СССР; один из основных методов «работы с эмпирическим материалом» в данном контексте заключается в обнаружении «духовных смыслов», сводящихся к тому, авторитарная, в идеале — монархическая, форма управления Россией понимается в качестве инструмента Божьего попечения о спасении избранных во времена воцарения антихриста. Агаджанян отмечает важный, по его мнению, вывод Шнирельмана: русский апокалиптизм или милленаризм может быть не только антисемитским, но и антизападническим, что возможно составляет более сильную направленность русской православной мысли.
По мнению Агаджаняна, в книге присутствует общая схема, но «автор достаточно осторожен, чтобы избежать слишком однозначных отождествлений»; он «документирует каждый свой шаг; снимает со своих персонажей обвинения даже там, где они интуитивно ожидаемы, но не доказаны». Шнирельман в ряде мест критикует изучаемых им авторов. По мнению Штыркова, отдельные замечания в книге требуют дополнительных аргументов.
«Удерживающий. От Апокалипсиса к конспирологии» (2022)
Работа включает обзор основных главных конспирологии, от реципиентов Великой французской революции и до современных сторонников теорий заговора, связанных с цифровизацией и глобализацией. В книге рассматриваются история и конспирологическая интерпретация христианской концепции «удерживающего», защищающего мир от сатанинских сил. Также автор стремится опровергнуть различные конспирологические идеи. По мнению исследователя, конспирология основывается на фантазии, фрустрации и фобиях.
Реакция изучаемых авторов
Работа Шнирельмана «От „Советского народа“ к „органической общности“: образ мира русских и украинских неоязычников» вызвала возражение у лидеров неоязыческого объединения «Круг языческой традиции», которые подвергли критике доводы автора относительно самого термина «неоязычество», настаивая на непрерывной преемственности с исконным язычеством. Также они не согласились с утверждением Шнирельмана о невозможности придерживаться древних языческих верований в современном технологичном и социальном обществе, приводя в пример христианство. Как отмечает М. В. Шереметьева, несмотря на эти возражения участников языческих общин, термин «неоязычество» получил широкое распространение и используется не только в работах исследователей, но и самих представителей языческих воззрений.
Биохимик А. А. Клёсов, создавший псевдонаучное учение ДНК-генеалогия, согласно которому славяне имеют «арийское» происхождение, писал о Шнирельмане в контексте изучения последним национализма: «Интересно, с каких пор шнирельманы диктуют нам, русским, что такое „национализм“». Шнирельман известен Клёсову в первую очередь как «автор печально известного доклада при Московском бюро по правам человека, доклада под названием „Мифы современного расизма в РФ“, в котором он как пугало выставляет древних ариев».

## Некоторые публикации
Как автор
| Название | Год  | Первое издание              | Ссылки |
| --- | ---- | --------------------------- | ------ |
| «Происхождение скотоводства» | 1980 | М.: Наука                   |        |
| «Возникновение производящего хозяйства» | 1989 | М.: Наука                   |        |
| «Война и мир в ранней истории человечества» (совместно с авторами: А. И. Першиц, Ю. И. Семёнов)                                                                            | 1994 | М.: ИЭА РАН                 |        |
| «Войны памяти: мифы, идентичность и политика в Закавказье» | 2003 | М.: Академкнига             |        |
| «Интеллектуальные лабиринты. Очерки идеологий в современной России» | 2004 | М.: Academia                |        |
| «Лица ненависти. Антисемиты и расисты на марше» | 2005 | М.: Academia                |        |
| «Быть аланами. Интеллектуалы и политика на Северном Кавказе в XX веке» | 2006 | М.: НЛО                     |        |
| «Очерки современного расизма» | 2006 | П.: ИЭА РАН                 |        |
| «Чистильщики московских улиц: скинхеды, СМИ и общественное мнение» | 2007 | М.: Academia                |        |
| «Многоликая Клио: бои за историю на постсоветском пространстве» (совместно с авторами: Ж. Б. Абылхожин, С. Н. Абашин, М. Золян, Т. Закарян, Н. Чиковани, К. Какителашвили) | 2010 | Б.: Ин-т им. Георга Эккерта |        |
| «Порог толерантности: Идеология и практика нового расизма» | 2011 | М.: НЛО                     |        |
| «Русское родноверие: неоязычество и национализм в современной России» | 2012 | М.: ББИ                     |        |
| «Хазарский миф: идеология политического радикализма в России и её истоки»                                                                                                  | 2012 | М.: Гешарим                 |        |
| «Арийский миф в современном мире» | 2015 | М.: НЛО                     |        |
| «Колено Даново. Эсхатология и антисемитизм в современной России» | 2017 | М.: ББИ                     |        |
| «Удерживающий. От Апокалипсиса к конспирологии» | 2022 | М.: Нестор-история          |        |
| «В погоне за предками: Этногенез и политика» | 2024 | М.; СПб.: Нестор-История    |        |

Публикации на английском языке
- Who gets the past? Competition for ancestors among non-Russian intellectuals in Russia. Washington D. C., Baltimore & London: Woodrow Wilson Center Press and Johns Hopkins University Press, 1996. 98 pp.
- The Value of the Past. Myths, Identity and Politics in Transcaucasia. Osaka: National Museum of Ethnology (Senri Ethnological Studies, № 57), 2001. 465 pp.
- The Myth of the Khazars and Intellectual Antisemitism in Russia, 1970s — 1990s. Jerusalem: The Vidal Sassoon *International Center for the Study of Antisemitism, Hebrew University of Jerusalem, 2002. 200 pp.

Сборники под редакцией
| Название | Год  | Первое издание | Ссылки |
| --- | ---- | -------------- | ------ |
| «Неоязычество на просторах Евразии»                                                                          | 2001 | М.: ББИ        |        |
| «Национализм в мировой истории»                                                                              | 2007 | М.: Наука      |        |
| «Фальсификация исторических источников и конструирование этнократических мифов» (совместно с А. Е. Петровым) | 2011 | М.: ИА РАН     |        |
| «Этничность и религия в современных конфликтах» (совместно с В. А. Тишковым)                                 | 2012 | М.: Наука      |        |

Другие
- Шнирельман В. А. [Отдельные главы в кн.:] История первобытного общества. — Т. 1—3. — М.: Наука, 1983—1988.
- Ксенофобия : [арх. 17 октября 2022] / Шнирельман В. А. // Крещение Господне — Ласточковые [Электронный ресурс]. — 2010. — С. 183. — (Большая российская энциклопедия : [в 35 т.] / гл. ред. Ю. С. Осипов ; 2004—2017, т. 16). — ISBN 978-5-85270-347-7.
- Шнирельман В. А. Происхождение скотоводства: Автореферат дис. на соискание учёной степени кандидата исторических наук. (07.00.07) / АН СССР. Ин-т этнографии им. Н. Н. Миклухо-Маклая АН СССР. — М.: [б. и.], 1976. — 21 с.
- Шнирельман В. А. Возникновение производящего хозяйства : (Проблемы первичных и вторичных очагов) : автореферат дис. … доктора исторических наук : 07.00.07 / АН СССР. Ин-т этнографии им. Н. Н. Миклухо-Маклая. — М., 1989. — 41 с.
- Шнирельман В. А. Политическая концептология. — 2013. — Т. 1. — С. 100—113.
- Шнирельман В. А. Александр Дугин: возведение моста между эсхатологией и конспирологией // Государство, религия, церковь в России и за рубежом. — 2016. — № 4 (34). — С. 194—221.
- Шнирельман В. А. Антихрист, катехон и Русская революция // Государство, религия, церковь в России и за рубежом. — 2019. — № 1—2. — С. 488—515. — doi:10.22394/2073-7203-20i9-37-l/2-488-5i5.